# Physostegia ledinghamii
Physostegia ledinghamii är en kransblommig växtart som först beskrevs av Joseph Robert Bernard Boivin, och fick sitt nu gällande namn av P.D. Cantino. Physostegia ledinghamii ingår i släktet drakmyntor, och familjen kransblommiga växter. Inga underarter finns listade i Catalogue of Life.